# Prałatura terytorialna Santo Cristo de Esquipulas
Prałatura terytorialna Santo Cristo de Esquipulas – jednostka podziału Kościoła rzymskokatolickiego w Gwatemali. Powstała w 1956. Od 1986 pozostaje w unii aeque principaliter z diecezją Zacapa.

## Lista ordynariuszy
- Mariano Rossell y Arellano † (1956–1964)
- Mario Casariego y Acevedo,  † (1964–1983)
- Próspero Penados del Barrio † (1983–1986)
- Rodolfo Quezada Toruño † (1986–2001)
- José Aníbal Casasola Sosa † (2004–2007)
- Rosolino Bianchetti (2008–2012)
- Ángel Antonio Recinos Lemus (od 2016)